# سیمای بارلاس

سیمای بارلاس (زاده ۷ مه ۱۹۹۹) یک هنرپیشه اهل ترکیه است.
بارلاس فارغ‌التحصیل رشته سینما و تلویزیون از دانشگاه بیلگی استانبول است. او اولین حضور تلویزیونی خود را در سال ۲۰۱۴ با بازی در سریال تلویزیونی گوزل انجام داد. او سپس با ایفای نقش‌های مکرر در تلخ و شیرین و او افسانه شد به کار خود در تلویزیون ادامه داد. او در سال ۲۰۱۹ اولین حضور سینمایی خود را با فیلم کمدی دیجیتال استارت انجام داد.

## فیلم‌شناسی

### تلویزیون
| سال        | عنوان                | نقش           | یادداشت  |
| ---------- | -------------------- | ------------- | -------- |
| ۲۰۱۴       | گوزل                 | اویکو         | نقش مکمل |
| ۲۰۱۶–۲۰۱۷  | تلخ و شیرین          | گوزده ساریاز  | نقش مکمل |
| ۲۰۱۷       | او افسانه شد         | ناز یالینای   | نقش مکمل |
| ۲۰۱۹–۲۰۲۰  | استانبول ظالم        | داملا کاراچای | نقش اصلی |
| ۲۰۲۰       | گناه یک مادر         | یاغمور        | نقش اصلی |
| ۲۰۲۱–۲۰۲۲  | عزیز                 | افنان         | نقش اصلی |
| ۲۰۲۳–۲۰۲۴  | عمر                  | سوریا کوتلو   | نقش مکمل |
| ۲۰۲۳–۲۰۲۴  | وحشی                 | رویا          | نقش اصلی |
| ۲۰۲۴–اکنون | تو گریه نکن استانبول | شهرزاد        | نقش اصلی |

### فیلم
| سال  | عنوان         | نقش   | یادداشت  |
| ---- | ------------- | ----- | -------- |
| ۲۰۱۹ | دیجیتال اسارت | داملا | نقش اصلی |